# William Johnson McDonald
William Johnson McDonald (21 de diciembre de 1844 – 8 de febrero de 1926, aunque algunas fuentes dan su fecha de muerte el 6 de febrero) fue un banquero de París (Texas), conocido por haber legado en su testamento 850.000 dólares (la mayor parte de su fortuna) al Sistema Universitario de Texas para la fundación de una instalación astronómica, que se acabó designando Observatorio McDonald en su memoria.

## Semblanza

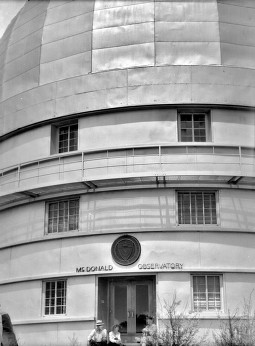
Observatorio McDonald

McDonald era el mayor de los tres hijos de Sarah Johnson y de Henry Graham McDonald de París, Texas. En su juventud participó como combatiente privado con el Ejército Confederado. Amasó una considerable fortuna gracias a sus negocios como abogado y banquero, aunque siempre llevó una vida muy austera. Permaneció soltero, y no tuvo descendencia.
Cuando McDonald falleció en 1926, el contenido de su testamento fue una sorpresa para sus familiares, y su última voluntad fue objeto de prolongadas disputas legales. Sin embargo, la Universidad pudo recibir finalmente el dinero que se le había donado. En aquella época, no existía una facultad de astronomía, por lo que la Universidad suscribió en 1932 un acuerdo de colaboración con Otto Struve de la Universidad de Chicago, que facilitó los astrónomos necesarios para poder iniciar la actividad de la nueva institución. Struve fue el primer director del observatorio.

## Eponimia
- El Observatorio McDonald lleva este nombre en su memoria.
- El cráter lunar McDonald lleva este nombre en su memoria,[2] honor compartido con el astrónomo y político escocés del mismo apellido Thomas Logie MacDonald (1901–1973).